# Sigismund Báthory
Sigismund Báthory, madžarski plemič, * 1572, † 27. marec 1613.